# Pervis Ellison
Pervis Ellison (Savannah, Georgia, 3 de abril de 1967) es un exjugador de baloncesto estadounidense que disputó once temporadas en la NBA. Con 2,06 metros de altura, jugaba de ala-pívot.

## Trayectoria deportiva

### Universidad
Le apodaron Never Nervous Pervis (nunca nervioso Pervis), a raíz de su paso por la  Universidad de Louisville. En su primer año fue elegido Mejor Jugador del Torneo de la NCAA al llevar a los Cardinals a la consecución del campeonato nacional. Fue el segundo novato en conseguir tal consideración tras Arnie Ferrin en 1944 (posteriormente, solo Carmelo Anthony lo consiguió con la Universidad de Syracuse). En sus cuatro años como universitario consiguió unos excelentes promedios de 17,6 puntos, 8,7 rebotes y 3,5 tapones por partido.

#### Estadísticas
| Año     | Equipo     | PJ  | PT  | MPP  | %TC  | %3P  | %TL  | RPP | APP | ROB | TPP | PPP  |
| ------- | ---------- | --- | --- | ---- | ---- | ---- | ---- | --- | --- | --- | --- | ---- |
| 1985–86 | Louisville | 39  | 39  | 30.6 | .554 | –    | .682 | 8.2 | 2.0 | 1.3 | 2.4 | 13.1 |
| 1986–87 | Louisville | 31  | 31  | 30.7 | .533 | –    | .719 | 8.7 | 1.8 | 1.2 | 2.6 | 15.2 |
| 1987–88 | Louisville | 35  | 35  | 33.6 | .601 | .500 | .692 | 8.3 | 3.1 | 1.3 | 2.9 | 17.6 |
| 1988–89 | Louisville | 31  | 30  | 32.7 | .615 | .000 | .652 | 8.7 | 2.5 | 1.3 | 3.2 | 17.6 |
| Total   | Total      | 136 | 135 | 31.9 | .577 | .333 | .687 | 8.4 | 2.4 | 1.3 | 2.8 | 15.8 |

### Profesional
Tras esos precedentes, fue elegido en la primera posición del 1989 por Sacramento Kings. Y ahí empezaron sus problemas con las lesiones. En tu temporada rookie, se perdió 48 de los 82 partidos de la liga regular. Su compañero Danny Ainge le puso el mote de Out of Service Pervis (Fuera de servicio Pervis). Fue traspasado al año siguiente a los Washington Bullets, donde, tras una temporada de acoplamiento al equipo, en su segundo año en la capital promedió 20 puntos, 11,2 rebotes y 2,7 tapones, siendo nombrado Jugador Más Mejorado del año.
Pero las lesiones volvieron a jugarle una mala pasada. En 1994 firma como agente libre por los Boston Celtics, pero debido a sus problemas de rodilla apenas puede jugar la mitad de los partidos de su equipo, y rindiendo muy por debajo de su nivel. En 2000 firma por los Seattle Supersonics, pero no puede jugar más de 9 partidos, permaneciendo apenas 40 minutos en total en cancha. Después de ese nuevo fracaso, anunció su retirada.
En sus once temporadas como profesional jugó tan solo 475 partidos, promediando 9,5 puntos y 6,7 rebotes.

### Selección nacional
Pervis fue parte de la selección de baloncesto de Estados Unidos que obtuvo la medalla de plata en los Juegos Panamericanos de 1987.

## Estadísticas de su carrera en la NBA

### Temporada regular
| Año     | Equipo     | PJ  | PT  | MPP  | %TC  | %3P  | %TL   | RPP  | APP | ROB | TPP | PPP  |
| ------- | ---------- | --- | --- | ---- | ---- | ---- | ----- | ---- | --- | --- | --- | ---- |
| 1989-90 | Washington | 34  | 22  | 25.5 | .442 | .000 | .628  | 5.8  | 1.9 | .5  | 1.7 | 8.0  |
| 1990-91 | Washington | 76  | 30  | 25.6 | .513 | .000 | .650  | 7.7  | 1.3 | .6  | 2.1 | 10.4 |
| 1991-92 | Washington | 66  | 64  | 38.0 | .539 | .333 | .782  | 11.2 | 2.9 | .9  | 2.7 | 20.0 |
| 1992-93 | Washington | 49  | 48  | 34.7 | .521 | .000 | .702  | 8.8  | 2.4 | .9  | 2.2 | 17.4 |
| 1993-94 | Washington | 47  | 24  | 25.1 | .469 | .000 | .722  | 5.1  | 1.5 | .5  | 1.1 | 7.3  |
| 1994-95 | Boston     | 55  | 11  | 19.7 | .507 | .000 | .717  | 5.6  | .6  | .4  | 1.0 | 6.8  |
| 1995-96 | Boston     | 69  | 29  | 20.7 | .492 | —    | .641  | 6.5  | .9  | .6  | 1.4 | 5.3  |
| 1996-97 | Boston     | 6   | 4   | 20.8 | .375 | —    | .600  | 4.3  | .7  | .8  | 1.5 | 2.5  |
| 1997-98 | Boston     | 33  | 8   | 13.5 | .571 | —    | .588  | 3.3  | .9  | .6  | .9  | 3.0  |
| 1999-00 | Boston     | 30  | 5   | 9.0  | .442 | —    | .714  | 2.2  | .4  | .3  | .3  | 1.8  |
| 2000-01 | Seattle    | 9   | 0   | 4.4  | .286 | —    | 1.000 | 1.3  | .3  | .0  | .2  | .7   |
| Total   | Total      | 474 | 245 | 24.5 | .520 | .050 | .689  | 6.7  | 1.5 | .6  | 1.6 | 9.5  |

### Playoffs
| Año   | Equipo | PJ | PT | MPP  | %TC  | %3P | %TL   | RPP | APP | ROB | TPP | PPP |
| ----- | ------ | -- | -- | ---- | ---- | --- | ----- | --- | --- | --- | --- | --- |
| 1995  | Boston | 4  | 0  | 17.0 | .579 | —   | 1.000 | 4.3 | .5  | .5  | 1.3 | 6.0 |
| Total | Total  | 4  | 0  | 17.0 | .579 | —   | 1.000 | 4.3 | .5  | .5  | 1.3 | 6.0 |